# Georgien ved vinter-PL 2018
Georgien deltog ved vinter-PL 2018 i Pyeongchang, Sydkorea i perioden 9.-18. marts 2018. 

## Medaljer
| 2018 Pyeongchang | Guld | Sølv | Bronze | Total |
| Georgien         | 0    | 0    | 0      | 0     |